# Sydney Stars
Maillots
Dernière mise à jour : 25 octobre 2014.
Les Sydney Stars sont une franchise professionnelle australienne de rugby à XV, située à Sydney en Nouvelle-Galles du Sud qui évolue dans le National Rugby Championship.

## Historique
La franchise est l'héritière du Sydney Fleet, qui participa à l'Australian Rugby Championship en 2007. Ses joueurs provenaient alors en partie des New South Wales Waratahs (club du Super 14) et de joueurs issus de cinq clubs du championnat local : Eastern Suburbs RUFC, Illawarriors, Randwick RUFC, Southern Districts RC et Sydney University FC. Après la faillite de l'ARC, le club disparaît.
Il est relancé en décembre 2013, lorsque la fédération australienne de rugby décide la création d'une compétition entre le rugby des clubs et le Super Rugby. Le puissant club de l'université de Sydney déclare vouloir s'engager seul, mais finit par accepter de s'associer au club du Balmain Rugby Club, évoluant dans le NSW Suburban Rugby, compétition regroupant les clubs de la banlieue de Sydney. Leur candidature est retenue et les Stars se voient octroyer une franchise.

Logo du Sydney Fleet

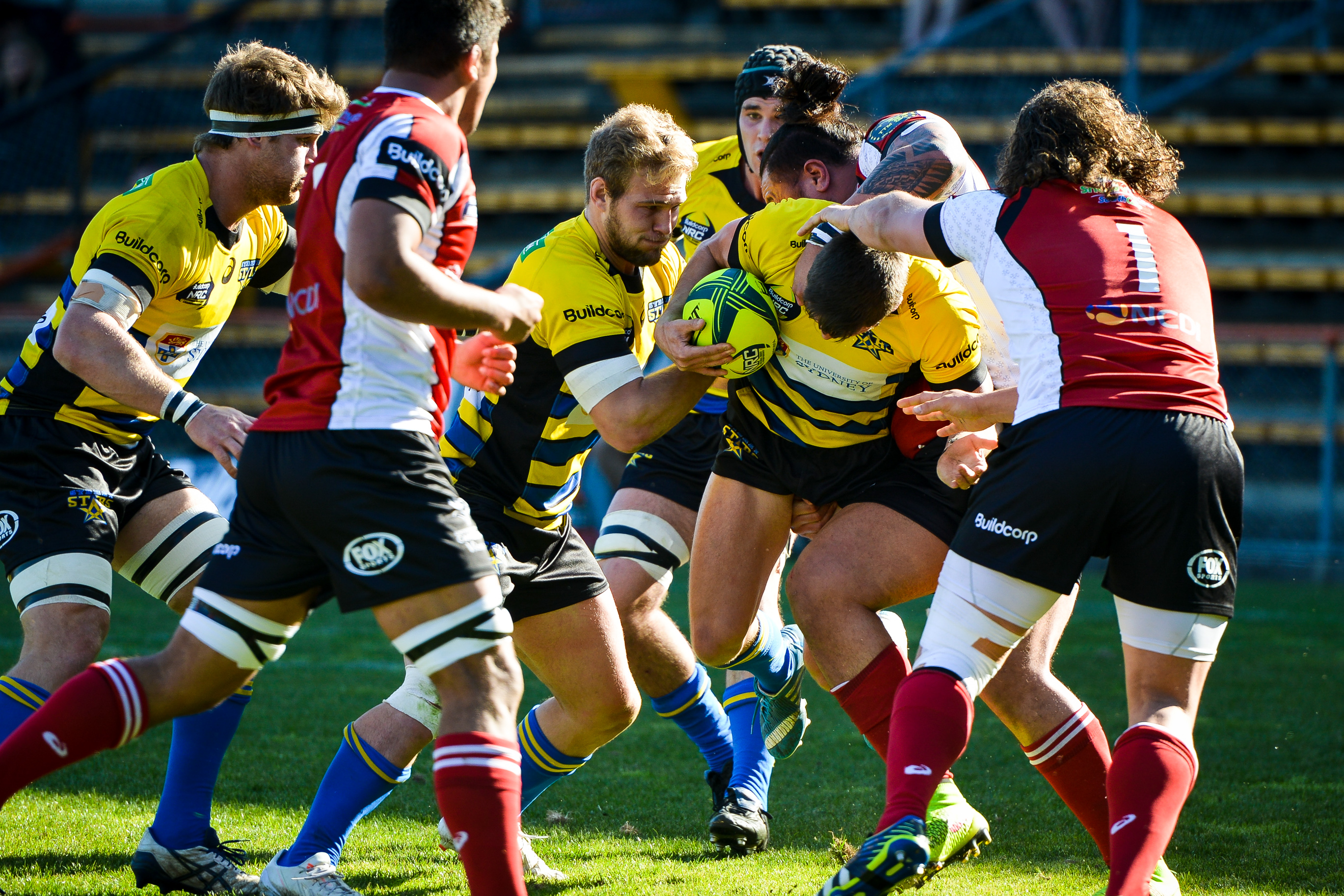
Sydney Stars contre Canberra Vikings, 20 septembre 2014

## Nom et couleurs
Les couleurs, le nom et le logo du Sydney Fleet sont révélés le 27 février 2007, lors d’une conférence de presse organisée sur un navire de guerre, le HMAS Vampire, dans le port de Sydney. Le Fleet jouait en bleu et or. Sur le logo, on trouve une ancre de marine qui, comme le nom du club, la Flotte, fait écho à la tradition maritime de la ville de Sydney. C'est aussi une référence à la « First Fleet », ce convoi de onze navires arrivés d'Angleterre en janvier 1788 pour établir la première colonie (pénitentiaire) britannique en Australie, à Botany Bay, site de la future Sydney.
Les Sydney Stars jouent en jaune, bleu et noir en référence aux couleurs de l'université de Sydney (bleu et jaune) et Balmain RC (noir et jaune). 

## Stade
Les Stars joue au Leichhardt Oval qui accueille les treizistes des Wests Tigers (NRL).

## Joueurs célèbres
- Israel Folau
- Alfie Mafi